# Guy Pène du Bois
Guy Pène du Bois (Brooklyn, 4 de enero de 1884 - Boston, 18 de julio de 1958) fue un pintor, crítico y educador americano. Su obra se inspira en la cultura y el entormo humano: los café, los teatros y las chicas de los años veinte del pasado siglo.

## Biografía

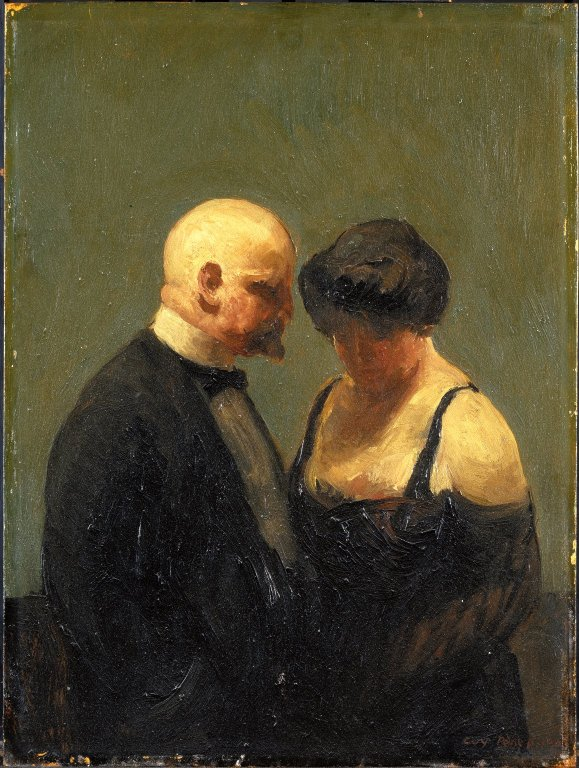
The Confidence Man, c. 1919, Museo de Brooklyn

## Su presencia en museos
Su obra se encuentra en numerosas colecciones situadas en diferentes museos como el Museo Smithsoniano de Arte Americano, la National Gallery of Art de Washington D. C., la Colección Phillips, el Montgomery Museum of Fine Arts, el Museo de Brooklyn, le Museo Whitney de Arte Estadounidense, la Pennsylvania Academy of the Fine Arts y el le University of Virginia Art Museum.
En 1938 se terminó un mural titulado John Jay at His Home que fue instalado en la edificio histórico de la oficina de correos de Rye (Nueva York (estado)) en el marco de los trabajos realizados por Work Projects Administration.